# Église Saint-Laurent de Rougnat
Pour les articles homonymes, voir Église Saint-Laurent.
L'église Saint-Laurent est une église située à Rougnat, dans le département français de la Creuse en France.

## Localisation
L'église est située sur la commune de Rougnat dans le département français de la Creuse en région Nouvelle-Aquitaine.

## Historique
L'église a été construite au XIIIe siècle.
L'édifice est inscrit au titre des monuments historiques en 1935.